# Charles Carnan Ridgely

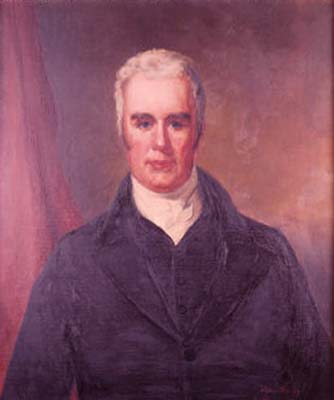
Charles Carnan Ridgely

Charles Carnan Ridgely (* 6. Dezember 1760 im Baltimore County, Province of Maryland; † 17. Juli 1829 ebenda) war ein US-amerikanischer Politiker und von 1816 bis 1819 Gouverneur des Bundesstaates Maryland.

## Werdegang
Nach dem frühen Tod seiner Eltern wurde Charles Ridgely von seinem gleichnamigen Onkel erzogen. Er genoss eine private Schulausbildung, danach schlug er eine politische Laufbahn ein. Zwischen 1790 und 1795 war er Abgeordneter im Repräsentantenhaus von Maryland und von 1796 bis 1800 Mitglied im Senat von Maryland. Ridgely war auch Mitglied der Staatsmiliz.
Im Jahr 1815 wurde er als Kandidat der Föderalistischen Partei von der Legislative zum neuen Gouverneur seines Staates gewählt. Nach zwei Wiederwahlen konnte er zwischen dem 2. Januar 1816 und dem 8. Januar 1819 dieses Amt ausüben. In dieser Zeit nahm der Staat Maryland einen großen Aufschwung. Die Infrastruktur wurde ausgebaut. Es entstanden neue Straßen und Brücken sowie viele öffentliche Gebäude. Zwei Forts wurden an die Bundesregierung abgetreten. Im Gegenzug erstattete die Bundesregierung einen Teil der Kosten des Krieges von 1812, die der Staat Maryland vorgeschossen hatte.
Nach dem Ende seiner Gouverneurszeit zog sich Ridgely aus der Politik zurück. Er widmete sich seinen privaten Interessen, wozu nun auch ein großes Anwesen und ein Eisenwerk gehörten. Charles Ridgley starb im Juli 1829. Mit seiner Frau Priscilla Dorsey hatte er 13 Kinder. Charles Ridely war auch der Schwiegervater von George Howard, der zwischen 1831 und 1833 Gouverneur von Maryland war.